# يقنة أسترالية
يقنة أسترالية (الاسم العلمي: Irediparra gallinacea) أو يقنة ذات العرف المتوّج، هو نوع من طيور اليقنة ضمن رتبة الإفجيجيات. يتميّز بعُرْفه الذي يشبه عرف الديك، فإن اسمه يأتي من هامته الحمراء اللامعة، وله ذيل قصير جداً. تتواجد في جنوب الفلبين وشرق أستراليا وتتواجد خصيصاً في جنوب شرق آسيا.